# Frederick Hauck
Frederick Hamilton "Rick" Hauck, född 11 april 1941 i Long Beach, är en amerikansk astronaut uttagen i astronautgrupp 8 den 16 januari 1978.

## Rymdfärder
- STS-7
- STS-51-A
- STS-26